# Dujkerczyk skryty
Dujkerczyk skryty (Philantomba walteri) – gatunek afrykańskiej antylopy z podrodziny dujkerów (Cephalophinae). Zamieszkuje tereny leśne i sawannę Togo i Beninu (w regionie oznaczanym jako Dahomey Gap) oraz w delcie Nigru. Po raz pierwszy został opisany naukowo w 2010 roku na łamach czasopisma Zootaxa.

## Systematyka
Do niedawna naukowcom znane były tylko dwa gatunki z rodzaju Philantomba: dujkerczyk modry (Philantomba monticola) i dujkerczyk karłowaty (Philantomba maxwelli). Mimo odnotowywanego zróżnicowania ubarwienia sierści i morfologii w obrębie gatunku Philantomba maxwelli brakowało dokładnych badań, które pozwoliłyby na określenie czy różnice są na tyle wyraźne, że powodują zmiany w dotychczasowej klasyfikacji. W 2010 roku zespół naukowców opublikował wyniki badań kraniologicznych i genetycznych okazów dujkerów karłowatych pozyskanych na terenie Togo, Beninu i Nigerii. Do przeprowadzanych badań członkowie zespołu używali także próbek zakupionych od lokalnych myśliwych oraz okazów z kolekcji muzealnych. Badania pozwoliły na wyodrębnienie nowego gatunku, który po raz pierwszy został opisany naukowo w 2010 na łamach czasopisma Zootaxa. Epitet gatunkowy walteri jest eponimem mającym na celu upamiętnienie Waltera Verheyena, teriologa specjalizującego się w badaniach ssaków na kontynencie afrykańskim. Verheyen schwytał pierwszy okaz w rejonie Badou w Togo już w 1968 roku.

## Morfologia
P. walteri należy do małych antylop. Wysokość zwierzęcia mierzona w kłębie to około 40 cm, przy masie ciała od 4 do 6 kg. Są bojaźliwe, więc małe rozmiary ułatwiają sprawne ukrycie się wśród niskiej roślinności.

## Rozmieszczenie geograficzne
P. walteri zamieszkuje tereny leśne i sawannę Togo i Beninu (w regionie oznaczanym jako Dahomey Gap) oraz w delcie Nigru.

## Znaczenie gospodarcze
Mięso pozyskiwane z P. walteri jest jednym z najpopularniejszych na lokalnym rynku handlu dziczyzną. Rogi tych zwierząt są wykorzystywane w medycynie ludowej.